# Павильон № 3 «Промышленность и промкооперация» (Торговый городок)
Павильон № 3 «Промышленность и промокооперация» —  третий павильон Рязанской областной сельскохозяйственной, промышленной и строительной выставки, построенный в 1955 году под руководством архитектора Евгения Ларинского. Находится на Главной площади к западу от павильона «Рязань». В павильоне была представлена продукция промышленных предприятий Рязанской области, товаров бытового потребления и народных промыслов.
В настоящее время в здании проходит реконструкция.

## История
Павильон был спроектирован архитекторами конторы «Рязаньоблпроекта» под общим руководством Евгения Ларинского летом 1955 года. Строителя павильона выявить не удалось. Павильон предназначался для экспонирования достижения промышленный предприятий Рязанской области, а также результатов труда их кооперации друг с другом. В здании располагалось три зала. В первых двух была представлена промысловая кооперация, в третьем — промышленность строительных материалов, топливная и местная промышленность.
В Экспозиции местной промышленности были представлены товары широкого и бытового потребления: утюги, алюминиевая посуда, обувь, лампы, бытовая техника. Экспозиция промышленности стройматериалов представляла стенды с информацией о строительстве и примеры материалов: различные виды кирпичей, кровли, марок бетонов, стеновые блоки. Топливная промышленность представляла древесный и каменный уголь, щепные и
бондарные изделия. Выставка строительных и топливных материалов вероятно, работала в павильоне до открытия отдельных выставочных зданий для этих отраслей.
В главном зале павильона — разделе промысловой кооперации демонстрировались изделия художественных промыслов Рязанской области. Здесь было представлено кадомская, михайловская и бахмачеевская артели кружевоплетения, артель «Швейвышевкружевница». Рязанская текстильно-трикотажная артель представляла одежду для детей и взрослых, предметы домашнего текстиля (полотенца, накидки, дорожки, салфетки). Артели «Леспромсоюза» представляли мебель и деревянные игрушки.
В 1960-х годах, при изменении концепции выставки под торговлю, в здании открылся гастрономический магазин «Ветерок». В конце 1980-х годов вокруг здания появились торговые ларьки. В середине 1990-х годов здесь был открыт универсальный рынок. У здания были смонтированы открытые металлические лотки для рыночной торговли, которые к середине 2000-х годов были заменены на металлические контейнеры. В таком виде они просуществовали до начала 2020-х годов. В самом здании были развёрнуты различные торговые магазины.
В 2023 году прошла капитальная реконструкция павильона, а площадка вокруг него была освобождена от торговли.

## Архитектура
Одноэтажное «П»-образное здание расположено на Главной площади выставочного комплекса, к западу от павильона «Рязань».